# 波斯化的社會

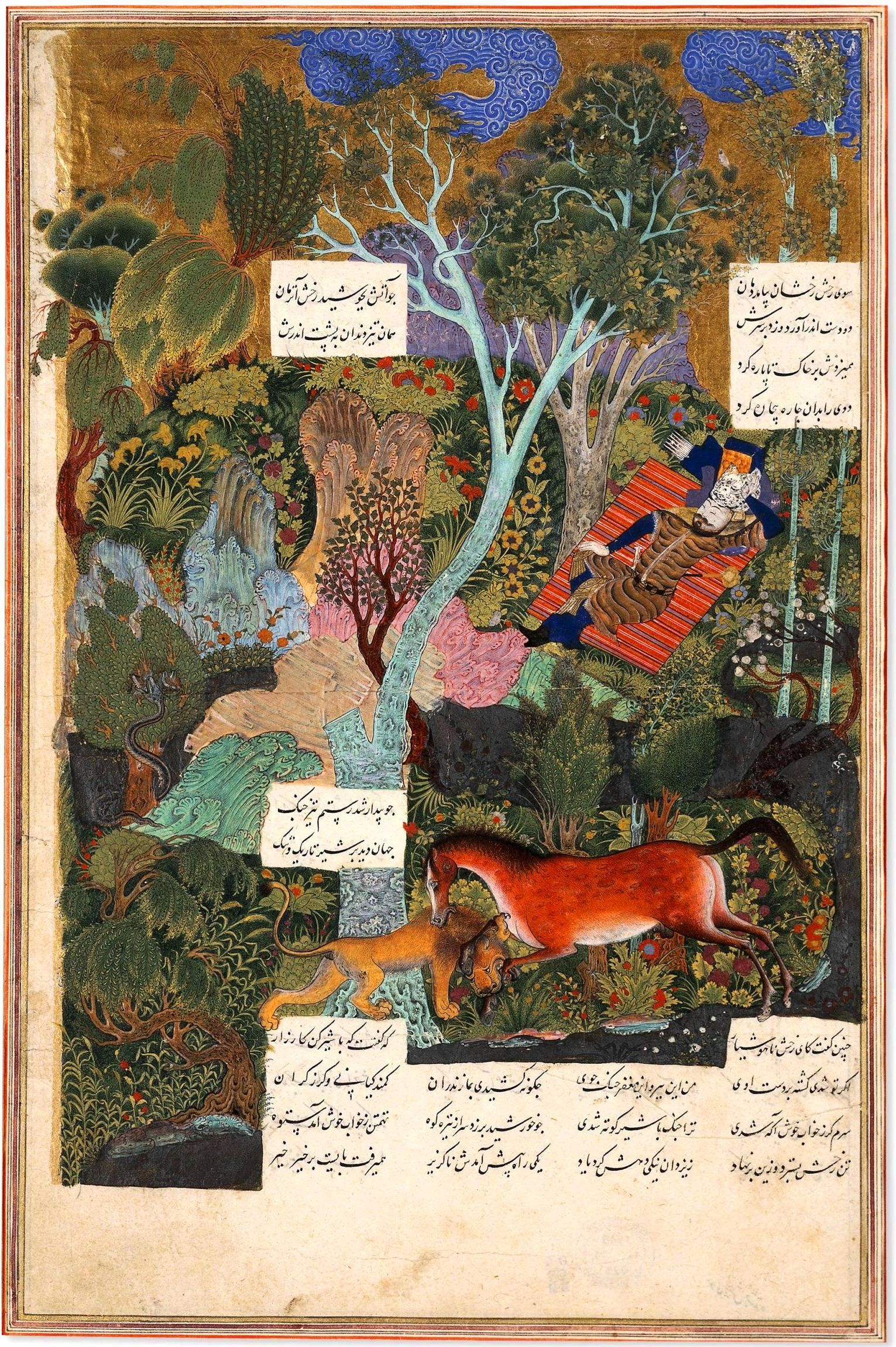
15世紀完成的塔赫瑪斯普列王紀插畫集中波斯細密畫之一：英雄羅斯坦沉睡中，他的坐騎光明保護他而與獅子搏鬥，後將獅子殺死。（畫集第118右頁）

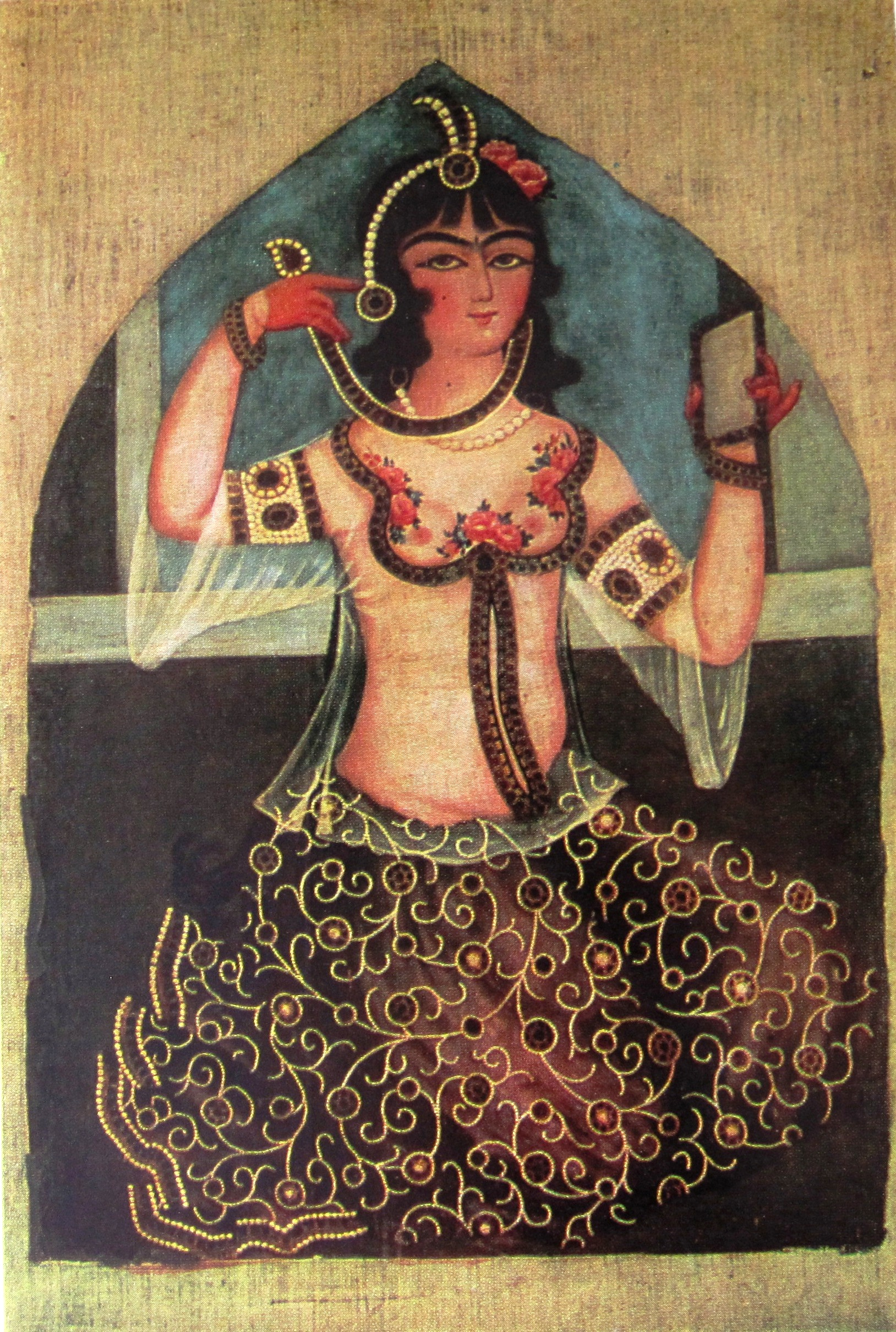
卡扎爾王朝時代藝術畫－「手持梳妝鏡的女孩」

所謂波斯化社會（英語：Persianate society），指的是個具有波斯語言、波斯文化、波斯文學、波斯藝術、以及/或者波斯人身份，或受到前述條件強烈影響的社會。:6
「波斯化」（Persianate）這個字是美國伊斯蘭研究學者馬歇爾·霍奇森所用的新字。他在公元1974年出版的《伊斯蘭的冒險：伊斯蘭在中世紀時期的擴張（The Venture of Islam: The expansion of Islam in the Middle Periods）》一書中對此的定義是：“波斯崛起不僅是在文學上發生影響：它在伊斯蘭世界內產生新的整體文化取向…… 。後來在穆斯林社會中出現的多數較高級的各地當地文化語言...全部或部分依靠波斯語作為其文學靈感的主要來源，我們可將所有這些在波斯語中體現，或反映波斯語靈感的文化傳統，延伸的稱為波斯化。:293–94
這個字既指波斯族，也不全然是波斯族（或稱伊朗族），但他們的語言、物質、或藝術文化活動，受到波斯文化，或基於波斯化文化的社會影響。公元19世紀以前的波斯化社會例子有塞爾柱王朝、帖木兒帝國、蒙兀兒帝國、與鄂圖曼帝國，“波斯化”是一個多種族的文化類別，但有時看來似乎是一個種族起源的宗教類別。

## 伊朗間奏曲或稱波斯復興
伊朗的一段歷史時期，其間伊朗高原上各個伊朗本土穆斯林政權興起。这一时代出现在在公元7世紀波斯薩珊王朝被崛起的阿拉伯穆斯林征服後，截止于公元11世紀阿巴斯王朝阿拉伯人統治和權力的衰落、遜尼派復興、與塞爾柱土耳其人崛起，“间奏曲”（英語：Iranian Intermezzo）因而得名。這種波斯復興包括伊朗人對伊朗地區的支持，最重要的是使用伊斯蘭形式把伊朗民族的精神和文化復興。這段期間存在的伊朗王朝和政權有塔希爾王朝、薩法爾王朝、萨吉德王朝、薩曼王朝、齊亞爾王朝、白益王朝、和薩拉里王朝。
根據歷史學家艾莉森·瓦卡（Alison Vacca）著作（劍橋大學出版社2017年出版）中的說法，伊朗間奏曲時期“實際上也包括一些其他伊朗人，主要為庫爾德人，還有存在亞爾明尼亞、高加索阿爾巴尼亞、和伊朗阿塞拜疆等前阿拉伯哈里發行省的小朝代”。這些小朝代有拉瓦迪王朝、麥爾旺王朝、和沙達德王朝。歷史學家博斯沃思在《伊斯蘭百科全書》第二版中指出，俄國東方學家米諾斯基認為拉瓦迪王朝在伊朗間奏時期發展頗為蓬勃。

## 歷史上波斯化（或說波斯語）國家/朝代列表

### 大伊朗地區
- 加茲納維德王朝
- 古爾王朝
- 薩曼王朝[a]
- 喀喇汗国
- 塞尔柱帝国
- 花剌子模王朝
- 伊兒汗國
- 帖木兒帝國
- 白益王朝
- 白羊王朝
- 黑羊王朝
- 希爾萬沙王朝
- 薩非王朝
- 阿夫沙爾王朝
- 桑德王朝
- 卡扎爾王朝

### 小亞細亞
- 羅姆蘇丹國
- 塞爾柱帝國
- 鄂圖曼帝國

### 南亞
- 德里蘇丹國
  - 庫特布沙希王朝
  - 卡爾吉王朝
  - 圖格魯克王朝
  - 賽義德王朝
  - 洛迪王朝
- 孟加拉蘇丹國
- 戈爾康達蘇丹國
- 蒙兀兒帝國
- 蘇爾王朝
- 海得拉巴土邦

## 歷史
波斯化文化蓬勃發展長達近14個世紀。它是波斯和伊斯蘭文化的混合體，最終經歷波斯化的過程，成為大伊朗、小亞細亞和南亞統治和精英階層的主導文化。
當大伊朗當地人在公元7世紀和8世紀被阿拉伯人的伊斯蘭武力征服後，他們成為這個伊斯蘭帝國的一部分，新的帝國範圍比之前波斯人統治的任何帝國都要大。雖然被伊斯蘭征服的前拜占庭帝国領土發生語言和文化上的阿拉伯化，但並未在波斯發生。那裡反而是發展出新的伊斯蘭文化，很大程度上是依據當地，受伊斯蘭征服之前的波斯傳統，加上阿拉伯征服者引入的伊斯蘭習俗混合而成。
波斯化文化遍及西亞、中亞與南亞的穆斯林領土，特別是存在精英階層之中，縱然在這廣大地區的居民各自有互不相容的效忠對象（宗派、地區、部落、和種族），而且使用許多不同的語言。這種文化的傳播者是詩人、藝術家、建築師、工匠、法學家、以及學者，他們在波斯化的世界裡面，從西邊的安納托利亞到東邊的印度間，從分散各處的城市間維繫著關係。
波斯化文化涉及意識形態、精神風俗、以及宗教行為，這些模式在伊朗世界中一直在與霸權的阿拉伯穆斯林（遜尼派）的文化建構對抗。繼而形成波斯化的神聖思想和經驗結構的固化，經過好幾世代的浸淫，後來在歷史上被重視伊斯蘭教法的權威機構、連同什葉派忠誠主義者、以及被什葉派標記為異派（heterodox groups）者，一起視為極端組織。從某種意義上說，波斯化文化在體現異質性概念的同時，還體現伊朗的過去，以及伊朗的過去與現存伊斯蘭的融合，或是昇華。歷史變化在很大程度上是建立在一種二元模型的基礎上：伊朗古代晚期的宗教世界，與新來的伊斯蘭教所尊奉的一神教之間的鬥爭。
這種雙重性在什葉派傳統中也有像徵性的表達：第三任什葉派伊瑪目侯賽因·伊本·阿里迎娶伊朗薩珊王朝末代國王伊嗣俟三世的女兒沙赫爾巴努。這種家譜造成後來的伊瑪目，都來自侯賽因·伊本·阿里和沙爾巴努，前者是伊斯蘭教先知穆罕默德的繼承者，而後者是波斯當地薩珊王朝的後人。

## 起源
在阿拉伯穆斯林征服伊朗之後，巴列維語（即中古波斯語，伊斯蘭時期之前的伊朗語言）繼續在第二個伊斯蘭世紀（公元8世紀）作為哈里發國東部地區的行政管理用語，受到廣泛使用。雖然伊朗公共事務已經伊斯蘭化，但伊朗人仍保留許多伊斯蘭之前的觀點和生活方式，並作了調整以適應伊斯蘭的要求。到公元7世紀末，人們開始對供養阿拉伯哈里發（倭馬亞王朝）的負擔感到不滿。到公元8世紀，伊朗在阿布·穆斯林的領導下發生一場全面叛亂，這場叛亂造成另一阿拉伯王朝（即阿拔斯王朝）登上哈里發的寶座。
在阿拔斯王朝統治下，首都從敘利亞轉移到伊拉克，伊拉克曾是薩珊王朝的一部分，至今仍被認為屬於伊朗文化領域的一部分。波斯文化和波斯巴爾馬克家族成員所擔任維齊爾的管理慣例成為統治精英的風格。在政治上，阿拔斯王朝很快開始失去對伊朗人的控制。雖然呼羅珊總督（即塔希爾王朝）是哈里發所任命，但實際上形同獨立。後來在錫斯坦的波斯人薩法爾王朝解放東部地區，白益王朝、齊亞爾王朝、和薩曼王朝，分別在伊朗西部，或是東北部的馬贊德蘭分別宣布獨立。
哈里發的東部領地與在巴格達統治者的分離，體現出波斯獨特的文化在西亞、中亞和南亞佔有主導地位，並成為伊斯蘭世界其他地區的創新源泉。波斯文化的特徵是：使用新波斯語作為行政管理和知識交流的媒介；波斯化突厥人對軍事控制的崛起；非阿拉伯人的烏理瑪佔有新的政治重要性；以及種族融合發展而出的伊斯蘭社會。
巴列維語是阿拉伯入侵之前薩珊王朝的通用語言，但在公元7世紀末和8世紀初，阿拉伯語成為文學表達的媒介。在公元9世紀，一種新的波斯語言應運而生，成為行政管理和文學的慣用語。塔希爾王朝和薩法爾王朝繼續在非正式場合使用波斯語，阿拉伯語仍是“記錄一切有價值的，從詩歌到科學等所用的語言”，但薩曼王朝開始使用波斯語，成為學習和正式溝通用語言。出現在公元9世紀和10世紀的語言是波斯語的一種新形式，是從前伊斯蘭時期的中古波斯語衍生而來，但它充分運用阿拉伯語詞彙，並用阿拉伯字母書寫。
根據馬歇爾·霍奇森在他的《伊斯蘭的冒險：伊斯蘭在中世紀時期的擴張》中所寫，波斯語言將成為其他語言興起後，發展成具有文學水準時的主要典範。後來在穆斯林世界中出現的多數較高級的本地文化語言（包括土耳其语）都深受波斯語的影響（烏爾都語即為其中的好例子）。有人可能會將這些傳統（波斯語中所體現，或由波斯語激發的靈感）稱為“波斯化”。這似乎就是「Persianate」一字的由來。

## 傳播

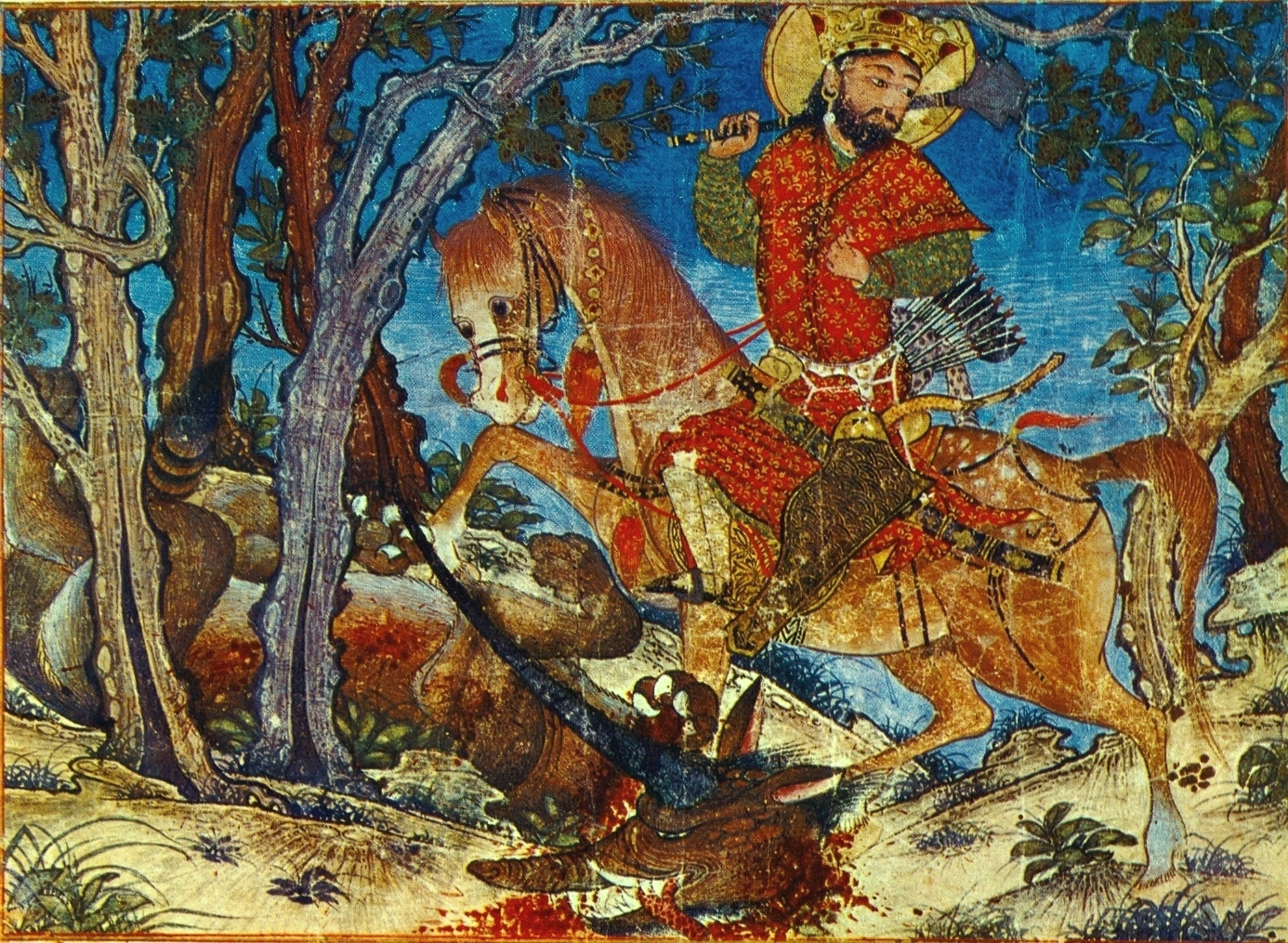
在1330年代完成的蒙兀兒帝國列王紀中插圖，描繪薩珊王朝國王巴赫拉姆五世與狼戰鬥的故事。收藏於哈佛藝術博物館。

伊朗的薩曼王朝開始使用波斯語和阿拉伯語記錄宮廷事務，新波斯語中最早的偉大詩歌是為薩曼王朝的宮廷所寫。薩曼人鼓勵把宗教作品從阿拉伯語翻譯成波斯語。此外，伊斯蘭教的理論權威烏理瑪開始在公共場合把波斯語作為通用語。使用新波斯語寫就的早期文學作品中的最高成是《列王紀》，由作者菲爾多西呈給加茲納維德王朝的君主伽色尼的马哈茂德（在位期間公元998年到1030年）。這是一種伊朗民族主義的復活：菲爾多西透過引用伊斯蘭之前的波斯英雄形象，激發波斯民族主義情緒，並以文學形式把那些最珍貴的民間故事記下。
菲爾多西的《列王紀》在伊朗的宮廷文化中享有特殊地位，既是歷史敘事，也是神話故事。這個文本對這一時期的詩人之能產生強大的影響，是由於作品具有合法化力量的價值，特別是對於東部伊斯蘭世界新統治者而言：
在波斯化的傳統中，《列王紀》被視為不僅是文學。它也是一項政治論文，因為它涉及伊朗人對於榮譽、道德、和合法性根深蒂固的概念。人們認為這有插圖的版本是伊朗世界統治精英的抱負和政治的表達。
薩曼王朝統治下，波斯人在大呼羅珊、波斯東北部和土庫曼的邊境地區興起的波斯化文化，使突厥人受到波斯化文化熏陶；突厥人因此被融入中東伊斯蘭文明主體中，加茲納維德王朝隨後跟進，呼羅珊開始波斯化； “呼羅珊的居民不僅沒有屈服於游牧入侵者的語言，他們還讓侵入者使用當地的語言。這個地區甚至可將突厥族的加茲納維德人和塞爾柱人（公元11和12世紀）、帖木兒人（公元14和15世紀）還有卡扎爾人（公元19世紀和20世紀）通化”。
加茲納維德王朝是薩曼王朝的競爭對手，也是後來的繼任朝代，建都在加茲尼，統治薩曼王朝原有領土的東南端。波斯的學者和藝術家蜂擁而至，加茲納維德王朝的宮廷成為波斯化文化的支持者。加茲納維德王朝佔領西亞和南亞時也把波斯化的文化帶去。加茲納維德王朝時代，他們所贊助的著名科學家，以及詩人，除菲爾多西之外，還包括魯米、伊本·西那、比魯尼、安蘇里·巴基、法魯基·西斯塔尼、薩納伊、及阿布·薩赫·塔斯塔里（Abu Sahl Testari）。
接續的波斯歷代王朝都將波斯化文化帶入西亞和南亞，尤其是波斯化的塞爾柱帝國（統治時期公元1040年到1118年年）及後續的朝代，他們統治伊朗、敘利亞、與安那托利亞，直到13世紀。同期，還有加茲納維德王朝，他們統治大呼羅珊地區和印度部分地區。這兩個王朝共同將伊斯蘭世界的中心朝東方移動。這些朝代至少把在西亞的部分的伊斯蘭社會維持穩定，一直持續到公元20世紀。
加茲納維德王朝將首都從加茲尼遷至今日巴基斯坦的拉合爾，讓拉合爾成為另一個伊斯蘭文化的中心。在王朝的的贊助之下，學者和詩人從喀什、布哈拉、撒馬爾罕、巴格達、內沙布爾、阿莫勒、和加茲尼，匯集到拉合爾。因此，波斯語和波斯化的文化被傳播而深入印度，直到公元13世紀。塞爾柱帝國最後滅了加茲納維德王朝，席捲呼羅珊。他們將波斯化的文化帶到波斯的西部、伊拉克、安納托利亞、與敘利亞。伊朗本土以及中亞一起成為波斯語言和文化的中心地帶。
隨著爾柱帝國統治西亞，他們的宮廷被波斯化，一直延伸到西邊的地中海。在他們統治下，許多伊斯蘭時代之前的傳統藝術，譬如薩珊王朝時代的建築得以復活，偉大的伊朗人學者得到贊助。同一時期，伊斯蘭的宗教機構變得更組織化，有更多遜尼派正統信仰的經典受到編篡。
波斯法學家和神學家安薩里是塞爾柱帝國宮廷裡的學者之一，他們提出蘇非主義和伊斯蘭教法的融合，讓伊斯蘭神學理論基礎更為豐富。他提出遜尼派俗世和宗教當局之間有所分離的概念，為蘇丹的存在提供神學理論基礎，蘇丹是哈里發處理國務場所之旁，處理世俗事務的辦公場所，當時只是一個宗教性辦公場所。在教條性問題上讓烏理瑪達成共識的的重要機構，被稱為尼扎姆耶（以其創始人塞爾柱帝國時期的維齊爾 - 尼札姆·穆勒克之名命名，俗稱madrasas，即伊斯蘭學校）。這些學校成為整合遜尼派的方式，而烏理瑪將蘇丹統治合法化。官僚機構由伊斯蘭學校的畢業生赴任，因此，烏理瑪和官僚機構同時受到伊斯蘭學校內德高望重老師的影響。:14:224–30

### 《列王紀》對波斯化文化的影響和肯定
波斯化地區的統治者了解到波斯文學的影響力，以及自己進一步的政治企圖，不僅慣於下令複製《列王紀》的文本，還撰寫自己王朝的史詩，允許宮廷詩人嘗試達到菲爾多西的寫作成就：
因此，《列王紀》與任何一部歷史著作一樣，在歷史淵源上，有兩個可被評估的層面：首先，因為它對某一時期的基本事實的留存提供貢獻；其次，它在有意或無意間對那個時代的思想和政治做出揭示。——
伊朗人和波斯化的詩人接受《列王紀》，並且以它作為範本。穆爾塔扎維（Murtazavi）把這類的作品歸為三類：詩人使用史詩中未涉及的內容；詩人以馬斯納維的形式的詩來給予贊助人以及他們的祖先讚美，以獲取金錢回饋；詩人為將自己視為如同《列王紀》中的英雄統治者來創作詩篇。而呼應先前薩曼王朝的做法，利用贊助《列王紀》來讓新創的文本合法化。
首先，波斯詩人試圖將年代順序延續到《列王紀》之後的時期，例如伊兒汗國時期的歷史學家哈馬達拉·穆斯陶菲·加茲維尼（卒年公元1334年或1335年）的作品，勝利之書，包含伊朗從阿拉伯伊斯蘭的征服到蒙古族入侵的歷史，比菲爾多西的著作中的年代更長。這些作品的文學價值必須像詹·立普卡所提醒，得逐一檢視：“這些眾多的史詩不能得到很高的評價，更不用提那些實質上（或字面上）僅是菲爾多西形式的仿製品。但有例外，例如哈馬達拉·穆斯陶菲·加茲維尼的勝利之書是對《列王紀》在歷史上有價值的延續”和夸坦·大布里士在公元1337年到1338年完成的詩篇《Shahanshahnamah》（或稱 Changiznamah），這是他為帖木兒帝國君王卜撒因所寫的蒙古帝國的歷史。
其次，詩人為獲得報酬而把當代統治者的歷史美化，例如努爾丁·伊本·薩姆斯丁（Nur al-Din ibn Shams al-Din）在公元1361–62年間撰寫的《Ghazannameh》。第三，沒在《列王紀》中被提起的英雄，以及在《列王紀》中的小角色，都成為史詩的題材，例如阿薩迪·圖西在公元11世紀史詩作品《Garshāspnāmeh》。如馬里詹·莫雷所提起，這一傳統主要是帖木兒帝國時期所有，導致伊斯蘭的征服史詩誕生。另還有扎比侯拉·薩法對史詩的分類有三種：「密理」（milli）（國家的，受菲爾多西史詩的啟發），「塔里基」（tarikhi）（歷史的，模仿尼扎米的作品《亞歷山大之書》），還有「迪尼」（dini），則屬於宗教作品。波斯化文化的另一個靈感來源是波斯詩人魯米，他是最受欽佩、受到繪製、以及模仿的浪漫詩篇瑪斯納維的作者。
隨菲爾多西和尼扎米的作品一道，阿米爾·庫斯洛的作品《khamseh》也享有有很高的聲望，並在各個波斯化的宮廷內製作多種版本。藝術和藝術史家謝勒（John Seyller） 做了一份有用的目錄，把所有已知文本的版本列出。

## 蒙古族入侵
公元13、14、和15世紀的波斯化世界文化無意中受益於入侵的亞洲部族。成吉思汗（生卒各為1220年及1258年）和帖木兒（生卒各為1336年及1405年）領導下的蒙古族推動中亞和西亞波斯化文化的發展，因為入侵促成高端文化專才新的群聚。許多伊朗人到一些安全避風港尋求庇護，特別是印度，那裡有學者、詩人、音樂家、和精細工匠聚集；由於伊兒汗國和帖木兒帝國建立的帝國體系確保廣泛的和平，學者和藝術家、思想和技能、以及精美的書籍和手工藝品在廣大的區域內自由流通。伊兒汗國與帖木兒帝國是高端波斯化文化的守護者。在他們的統治下，基於伊斯蘭之前伊朗傳統的新建築風格被開發，波斯語文學受到鼓勵，波斯細密畫學校，還有書籍的產出在赫拉特、大不里士還有伊斯法罕紛紛建立。
在16世紀，波斯化文化與在西邊的阿拉伯世界的截然不同，以幼發拉底河為分界線。在社會上，波斯化世界以種族學上定義的精英階級為特徵：統治者及其士兵不是伊朗裔，但行政幹部和文人則為伊朗裔。文化事務以一種特殊的語言使用方式為特徵：新波斯語是在國家事務、學術、和文學使用的語言，阿拉伯語則是宗教上使用的語言。

## 薩法維王朝與在西亞的伊朗特質復興
薩法維王朝於公元16世紀在伊朗占主導地位，這是繼白益王朝之後的第一個伊朗本土王朝。薩法維人由庫爾德人、突厥人、喬治亞人、切爾克斯人、和本都人後裔混合組成，他們在公元11世紀移居到阿爾達比勒地區。他們以波斯人的身份，光復西亞和中亞許多地區，建立獨立的波斯國家，並致力贊助波斯文化。他們讓伊朗成為什葉派抵抗正統遜尼派伊斯蘭教襲擊的精神堡壘，以及成為保存波斯文化傳統，和波斯身份自我意識的儲存庫。
王朝的創始人伊斯瑪儀一世採用「帕迪沙」（Pādišah-ī Īrān）的頭銜，其隱含的伊朗帝國概念，東從阿富汗往西一直延伸到幼發拉底河和北高加索山脈地區，北從阿姆河一直延伸到南方的波斯灣地區，:228伊斯瑪儀一世的繼任者更進一步，採用沙阿（萬王之王）的頭銜。薩法維王朝的國王像他們的前任薩珊王朝君主們一樣，認為自己是「真主在大地上的影子」（khudāygān）。:226他們復興薩珊王朝時期建築，:226建造宏偉的清真寺和雅緻的查巴花園，並收藏書籍（一名薩法維王朝統治者擁有3,000冊藏書），並贊助 “知識分子”（Men of the Pen），:105薩法維王朝將什葉派伊斯蘭教帶入波斯，讓波斯社會與在他們西方的強敵，信奉遜尼派伊斯蘭教的鄂圖曼帝國有所區分。

## 鄂圖曼帝國

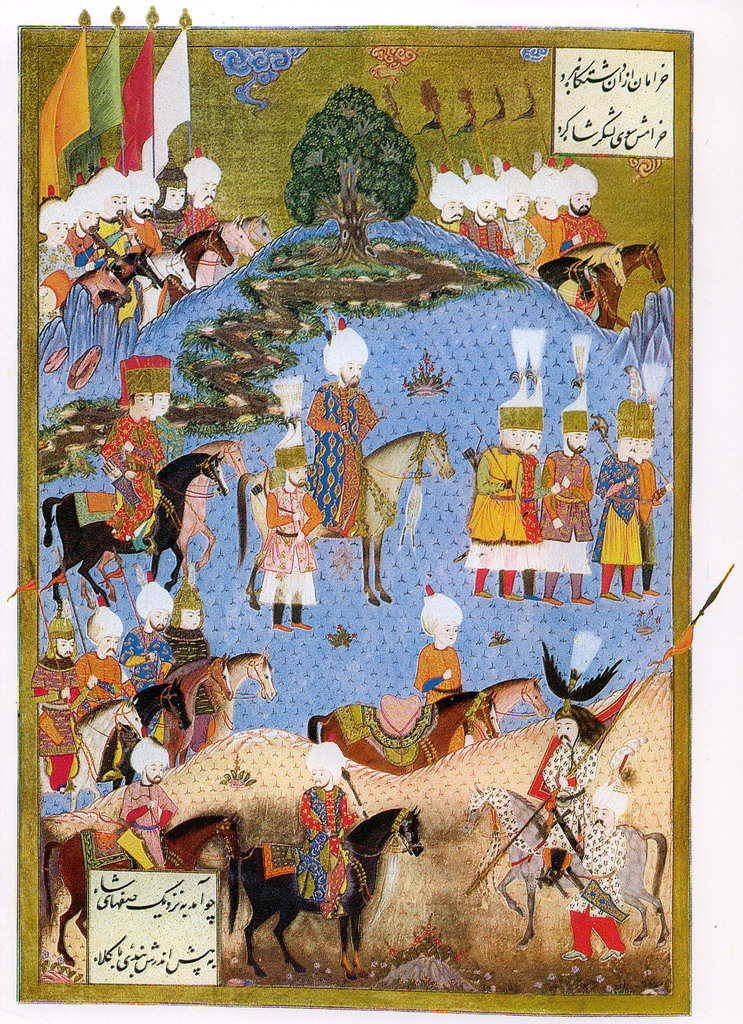
鄂圖曼帝國時期著作－蘇萊曼紀中具有設拉子風格的鄂圖曼細密畫手繪插圖，附有波斯文字說明

公元14世紀初，鄂圖曼帝國在小亞細亞佔有獨大的地位。帝國贊助波斯文學長達五個半世紀，吸引大量的作家和藝術家前往，特別是在公元16世紀的時候。鄂圖曼帝國宮廷中最著名的波斯詩人之一是費托拉·阿里菲·切萊比（Fethullah Arifi Çelebi），他同時也是畫家和歷史學家，是蘇萊曼紀（蘇萊曼一世（西方通稱蘇萊曼大帝）的傳記）的作者。公元17世紀末，鄂圖曼人放棄在宮廷中和行政管理上使用波斯語為官方語言，而以土耳其語代之。這項決定震驚了在印度已經高度波斯化的蒙兀兒帝國。:159鄂圖曼帝國蘇丹蘇萊曼一世會以波斯語撰寫詩篇。馬歇爾·霍奇森說：
波斯語的興起不僅具有文學上的結果：其在伊斯蘭教中具有新的整體文化取向。從此以後，阿拉伯語成為宗教學科，甚至是自然科學和哲學的主要語言，而波斯語在伊斯蘭教中越發成為一種高貴文化的語言。波斯語甚至更為廣泛的進入學術領域。它是許多其他語言興起的基礎。如土耳其語中即有大量的詞彙源自於傳統的波斯語。——
針對波斯語言的功用在學者湯因比的作品《歷史研究》中更有詳細說明：
在伊朗的世界裡，在它屈服於西化進程之前，新波斯語已經在強大的藝術作品中蛻變為文學形式……成為一種流通的通用語言；在公元16和17世紀之交是它分佈最廣的時期，它的範圍，從西南歐洲的布達佩斯（鄂圖曼帝國在公元1526年在摩哈赤戰役中擊敗西方基督教的匈牙利王國，從它的殘骸中重建）開始，綿延到西南亞洲的印度（在公元1565年，印度北部的德干蘇丹國穆斯林統治者，經過塔里克提之戰，擊敗信奉印度教的毗奢耶那伽羅帝國，而建立的伊斯蘭繼任王朝），未有間斷。對於這個龐大的，使用新波斯語的文化帝國，它歸功於操土耳其語的帝國締造者的武力，這些帝國締造者自始被培育在伊朗的傳統中，受到新波斯語文學的魅力深深吸引，在軍事和政治上以鄂圖曼帝國的形式出現，把東正教基督教世界，以及蒙兀兒帝國的印度教世界都併吞。帝國締造者以自身文化傳統，把基於東正教基督教的帝國，還有基於印度教的帝國聯結，融入在伊朗高原，以及阿姆河與錫爾河盆地運用波斯語的伊朗文明家園中。在蒙兀兒帝國、薩法維王朝、和鄂圖曼帝國的鼎盛時期，新波斯語被這一巨大領域的統治者作為文人必備的基本語言，同時還在這些領域的三分之二中（包括薩法維王朝以及蒙兀兒帝國）被當作官方行政語言使用。——
蘇格蘭籍東方學家伊萊亞斯·約翰·威爾金森·吉布是總共六冊的《鄂圖曼詩歌文學史》（A Literary History of Ottoman Poetry）的原始作者（他在完成第一冊後因猩紅熱而過世，其餘五冊則由另一位英國東方學家接續完成）。吉布的名字因他一系列對於阿拉伯語、波斯語、和土耳其語的研究出版而為人知，這些作品收集在《吉布紀念系列》。吉布對鄂圖曼的詩歌進行分類。從公元14世紀到19世紀中期左右的“老派”，在此期間波斯語的影響力佔主導地位；之後因為西方的影響而產生“現代派”。吉布在第一卷的介紹中說：
土耳其人很早就採用整個波斯文學體系，包括最細微的部分，而且是深信不疑，全心全意的接受伊斯蘭教。
吉布又說，塞爾柱人：
完全歸功於波斯語的輔導，使他們取得相當程度的文化。大約在公元11世紀中葉，他們（即塞爾柱人）佔領波斯，征服者採用被征服者的文明文化。塞爾柱土耳其人隨後迅速往西征討，帶著波斯文化一道……所以，150年後，當蘇萊曼沙阿的兒子（鄂圖曼人的領袖）……來到小亞細亞後，鄂圖曼人驚奇的發現在塞爾柱帝國內，雖然塞爾柱土耳其語是人民的日常用語，但波斯語仍為宮廷語言，且波斯文學和波斯文化佔有絕對優勢。嚴格來說，由於鄂圖曼人與塞爾柱人融為一體後，才開始受到文學教育，這也是塞爾柱人唯一能教鄂圖曼人的事。土耳其人不滿足僅向波斯學習如何表達思想。他們學習如何思考，以及思考所用的方式。在實際事務、日常生活事務、和政府事務中，他們都喜歡運用自己的想法。但是在科學和文學領域，他們與波斯人一起學習，不僅打算學得他的方法，而且還打算進入他的精神面的領域，摸索他的思想，和感受他的感覺。在學習過程裡，只要有一位大師來教他們，他們就會繼續學習。從一開始就將這樣的步驟發展成為一種實踐方式；土耳其詩人的慣例是，向波斯人尋求指導並遵循他們那兒可能流行的任何形式。因此，一個世紀以來，鄂圖曼帝國的詩歌繼續亦步亦趨的反映波斯所經歷的幾個階段……首批鄂圖曼帝國的詩人及其繼承者經歷許多代，竭盡全力用土耳其語寫出其實是波斯詩歌。但這並不是他們有意識的目標。他們不一定想要民族詩情；在他們看來，詩歌本身是唯一且不可分割的，而用來寫詩歌的語言並不是重要的事。

## 南亞波斯化文化
一般來說，波斯文化最早是由波斯化的突厥人和阿富汗王朝引入印度次大陸（或稱南亞）。說波斯語的伊斯蘭學者、歷史學家、建築師、音樂家、以及其他波斯高端文化專家為逃避蒙古人入侵而湧入南亞，使南亞社會變得更為豐富多樣。德里蘇丹國的君主是突厥-阿富汗人的後裔，他們仿效波斯上流社會的生活方式。他們贊助波斯文學和音樂，但在建築方面的表現尤為突出，因為他們的建築者借鑒伊朗伊斯蘭建築，並與印度傳統相結合，產生出來的清真寺、宮殿、和古墓，在任何其他伊斯蘭國家中均無法與其比擬。，蒙兀兒帝國宮廷時代的冥想，像其他波斯宮廷一樣，也傾向伊斯蘭教蘇菲派，與印度教吠陀主義、本土的巴克蒂、以及通俗神智學相似。
突厥-蒙古血統後裔的蒙兀兒帝國在南亞把印度-波斯文化強化。幾個世紀以來，伊朗的學者官員移居到這個地區，他們在波斯化文化和行政管理方面的專業知識使他們在蒙兀兒帝國能夠居於高位。:24–32博學大師和伊斯蘭學校的的網絡，傳授給幾代的南亞年輕人，除了伊斯蘭價值觀和科學之外，還有波斯語和文學。此外，法朗吉·馬哈爾（Farangi Mahall）和德里學院（Delhi College）等教育機構開發創新的綜合課程，促使講波斯語的南亞人現代化。:33 他們培植波斯藝術，吸引來自布哈拉、大不里士、赫拉特、設拉子和在大伊朗其他城市的藝術家，及建築師到他們的宮廷服務。蒙兀兒帝國皇帝沙賈漢下令建造的泰姬陵及附帶的查巴花園，就是為他過世的伊朗王妃所建。
伊朗的詩人中，譬如薩迪·設拉茲、哈菲茲、魯米、與尼扎米等，是波斯化世界中蘇菲派神秘主義的大師，是蒙兀兒帝國偏愛的詩人。他們的作品呈給蒙兀兒帝國的圖書館，被列入帝國君主的珍藏，皇室成員間互相饋贈；皇帝阿克巴和賈漢吉爾經常引用作品的內容，表明他們花費不少心力鑽研。賈漢吉爾與沙賈漢父子兩位皇帝，在薩迪·設拉茲的一部詩集作品《真境花園》上留下親筆簽名，表明這是他們最珍貴的收藏。:101, cat. no. 36 a.c沙賈汗贈送一部《真境花園》給嘉罕娜拉（沙賈汗的長女，擁有第一夫人的頭銜），由於書中有她的留筆以及簽名而為後人知曉。:332.38, Cat. no. 136a.f沙賈漢還認為這部作品很有價值，值得在公元1628年贈送一部給英格蘭國王作為禮物，這部書目前收藏在都柏林的切斯特·比替圖書館內。沙賈漢經常拿出自己祖父胡馬雍收藏的哈菲茲的詩集，尋求靈感，這樣的事件有次由他親筆記載在詩集中，這部詩集現存於巴特那的庫達巴赫什東方圖書館內。宮廷詩人納齊裡（Naziri）、烏爾菲（Urfi）、法伊茲、可汗卡南（Khan-i Khanan）、祖赫里（Zuhuri）、薩納伊、庫德西（Qodsi），塔利卜·阿穆里與阿布·塔利卜·卡利姆（Abu Talib Kalim）都是大師，他們都深具相同的蘇菲派精神，因此遵循任何波斯化宮廷的規範。
在蒙兀兒帝國宮廷的圈子中，他們通過波斯化文化，傾向蘇菲派神秘主義，也經由皇帝阿克巴的庫存藏書得到證實，尤其是他的史官阿布·法茲爾在他的作品「A′iin-ī Akbarī.」中提起。經常在皇帝面前朗讀的一些書籍包括：尼扎米的瑪斯納維（Mathnawi）格式詩集、阿米爾·庫斯洛的作品、沙拉夫·曼納里（Sharaf Manayri）和拉赫曼·雅米的作品、魯米的瑪斯納維詩集、阿瓦迪·馬拉格的作品“Jām-i Jam”、薩納伊的作品、凱卡武斯的作品卡巴斯·那馬、薩迪·設拉茲的真境花園和薩迪的布斯坦、哈加尼、以及安瓦里的詩集。
這種對知識追求的對稱性一直持續到公元19世紀末，當時波斯的一家報紙Miftah al-Zafar（1897年）發起成立教育、文學、科學學院（The Society of Education, lit. of sciences）這是一所致力於強化波斯語作為科學語言的學院。

## 波斯化文化的媒介

### 波斯詩歌（蘇菲主義詩歌）

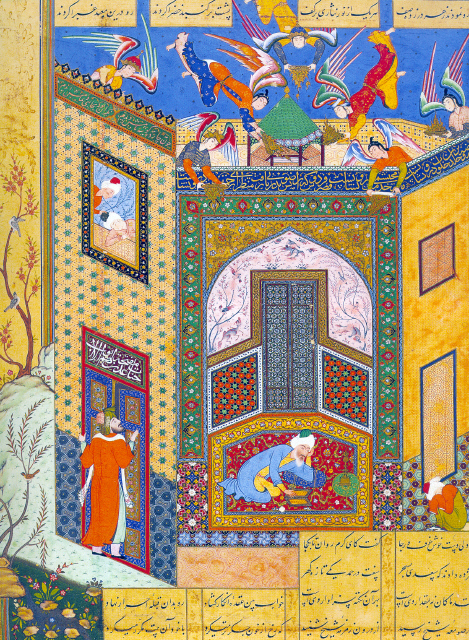
拉赫曼·雅米於公元1553年的詩篇作品虔誠者的玫瑰花園（Rose Garden of the Pious）中的波斯細密畫插圖，圖畫與波斯詩歌融合在一處，這是多數波斯文學作品常見的規範。

從大約公元12世紀開始，波斯的抒情詩就充滿靈性和深度的虔誠，這是早期作品中所缺乏的。這種發展是由於神秘經驗廣泛傳播的結果。蘇非主義在所有穆斯林土地上都有所發展，但它文學上的表達，則是在波斯文化影響範所及的國家裡面達到巔峰。為抵制僵化的伊斯蘭神學和律法的形式，神秘主義試圖通過奉獻和愛心的行動，而不是僅通過儀式和遵從戒律來接近神。蘇非主義宗教情感的焦點是對上帝的愛，他們自然而然地以抒情的方式表達這種情感，而波斯神秘主義者，通常具有非凡的敏感性，並擁有詩歌創作的熱情，他們會毫不猶豫地表達而出。公元11世紀著名的蘇非主義者梅阿納的阿布·薩伊德經常透過自己的愛情四行詩（以及其他形式的詩歌）來表達自己精神上的渴望，他和內沙布爾的阿塔連同法卡丁·伊拉克等神秘詩人一起，讓神秘主義成為社會認可，甚至是在波斯化社會裡面成為一種時尚抒情詩的主題。此外，隨著蘇非主義的組織和中心（Khaneghah，英文翻譯為House of Pressent，或可稱為當下的所在）在整個波斯社會中傳播，波斯的神秘詩思想逐漸成為大眾文化的一部分，以至於那些不屬於蘇非主義的詩人也開始嘗試在其作品中表達神秘的思想和意象。

## 結論
由於廣泛的文化區域在政治上仍然存在分歧，因此帝國之間的強烈對立激起波斯化文化的變化出現。 公元1500年後，伊朗文化發展出自己的鮮明特色，並加入強烈的前伊斯蘭，和什葉派伊斯蘭文化。雖然美索不達米亞被鄂圖曼帝國佔領，但伊朗與伊拉克南部（蘇美爾/巴比倫尼亞）之間的古老文化聯繫仍然牢固而持久。從阿塞拜疆、亞美尼亞、喬治亞、與北高加索的部分地區仍可看得出波斯與高加索地區的古老文化、基因遺傳、和歷史關係，一直持續到今日，即使在19世紀的俄羅斯-波斯戰爭後，這些地區被俄羅斯帝國奪走，也依然如此。在地中海東邊的安納托利亞、敘利亞、和埃及的文化，多少是獨立發展的。印度後來發展出一種充滿活力的，完全不同的南亞風格，幾乎沒有蒙兀兒帝國曾經贊助過的印度波斯文化的殘餘。

## 外部連結
- Association for the Study of Persianate Societies (ASPS) （页面存档备份，存于）